# Сальские степи
Са́льские сте́пи — степи в западном междуречье нижних Дона и Волги, ныне территория на востоке Ростовской области, орошаемые рекой Сал.

## Природа
Летом Сальские степи выгорают от солнца и превращаются в полупустыню. Растительность представлена ковылем и полынью. Из насекомых обитает редкий толстун степной. Издревле здесь обитали сайгаки, зайцы и волки.

## История
- В 1555 году в сальских степях кочевали ногайцы[6].
- В 1670-х в Сальские степи прикочевали калмыки[7].
- В 1836 году территория Сальских степей была включена в состав Области Войска Донского[8].
- Сальские степи упоминаются в связи с партизанским отрядом донских казаков генерала П. Х. Попова в годы Гражданской войны.
- В результате войн начала XX века и после передачи Турции территории Карсской области тысячи русских поселенцев-молокан Закавказья были вынуждены искать себе новое место жительства. Советское правительство выделило переселенцам целинные земли в Сальской степи, ныне входящие в состав Целинского района Ростовской области. В районе и в настоящее время есть активные молоканские организации[9].